# USS San Jacinto (CVL-30)
«Сан Джасінто» (англ. USS San Jacinto (CVL-30)) — легкий авіаносець США типу «Індепенденс».

## Історія створення

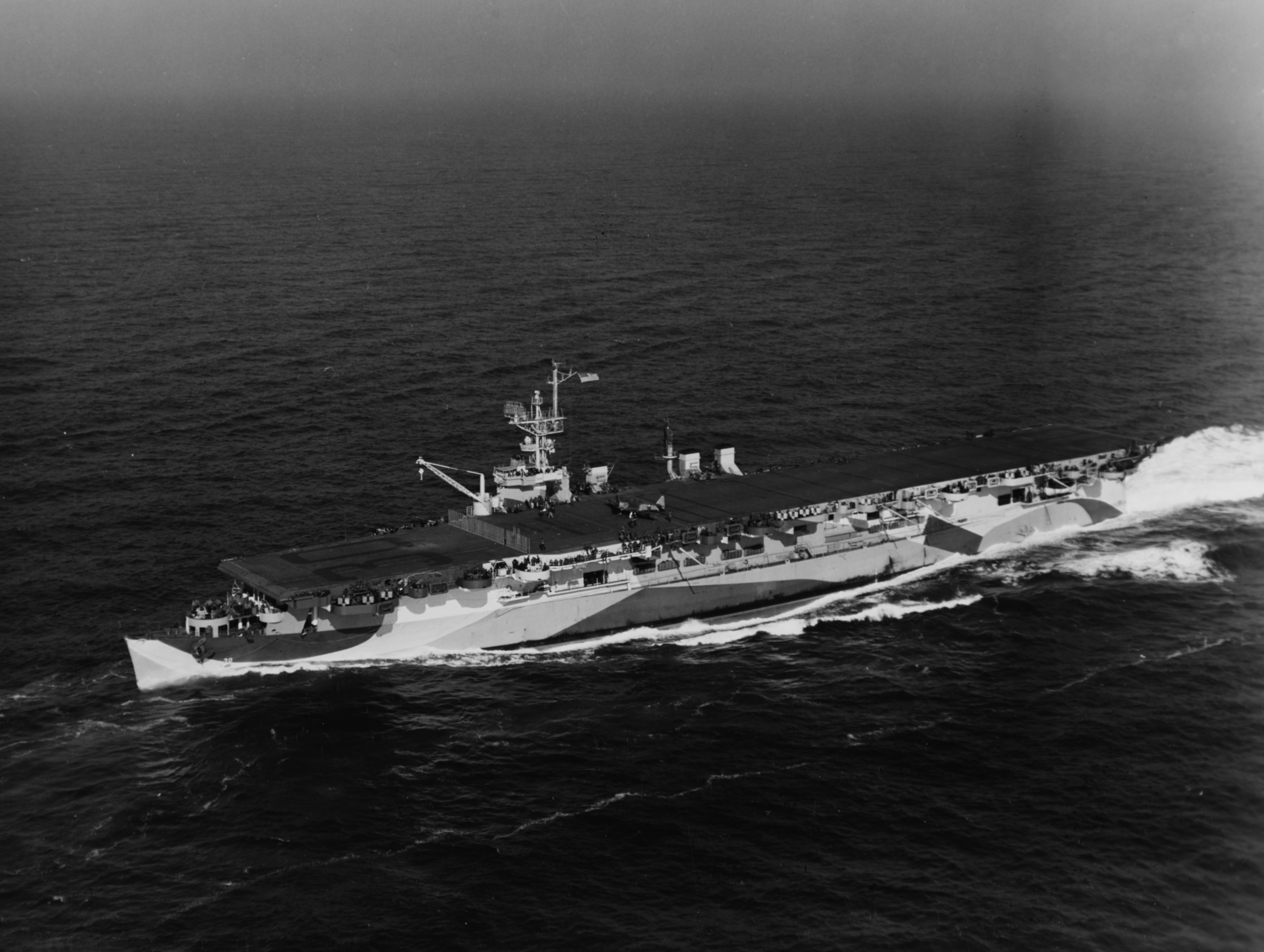
«Сан Джасінто», 1944 рік

Закладений 26 жовтня 1942 року як крейсер типу «Клівленд» (англ. «Cleveland») під назвою «Нью-Арк» (англ. «Newark» (CL-100)). Спущений на воду 26 вересня 1943 року. 2 червня 1942 року перезамовлений як авіаносець і тоді ж перейменований на «Репрізал» (англ. Reprisal), а 6 червня 1943 року — на «Сан Джасінто». Вступив у стрій 15 грудня 1943 року.

## Історія служби

### Друга світова війна
Увійшов до складу 5-го флоту 15 травня 1944 року (авіагрупа CVGL-51). Брав участь в рейдах на Маркус та Вейк (19—23.05.1944), десантній операції (11—23.06.1944; 04—05.07.1944; 21—28.07.1944) та битві у Філіппінському морі (19—20.6.1944).
Забезпечував висадку десантів на Західні Каролінські острови (28.08 — 24.09.1944), атакував аеродроми на островах Рюкю, Формоза та Лусон (10—19.10.1944).
Брав участь в десантній операції (20—22.11.1944) та битві в затоці Лейте (23—26.10.1944), в ході якої літаки «Сан Джасінто» завдали фатальних пошкоджень японському авіаносцю «Дзуйкаку».
30 листопада 1944 року «Сан Джасінто» прийняв авіагрупу CVGL-45. В ході рейду на японські аеродроми на острові Лусон (11—18.12.1944), перебуваючи на схід від Філіппін, 18 грудня 1944 року зазнав штормових пошкоджень.

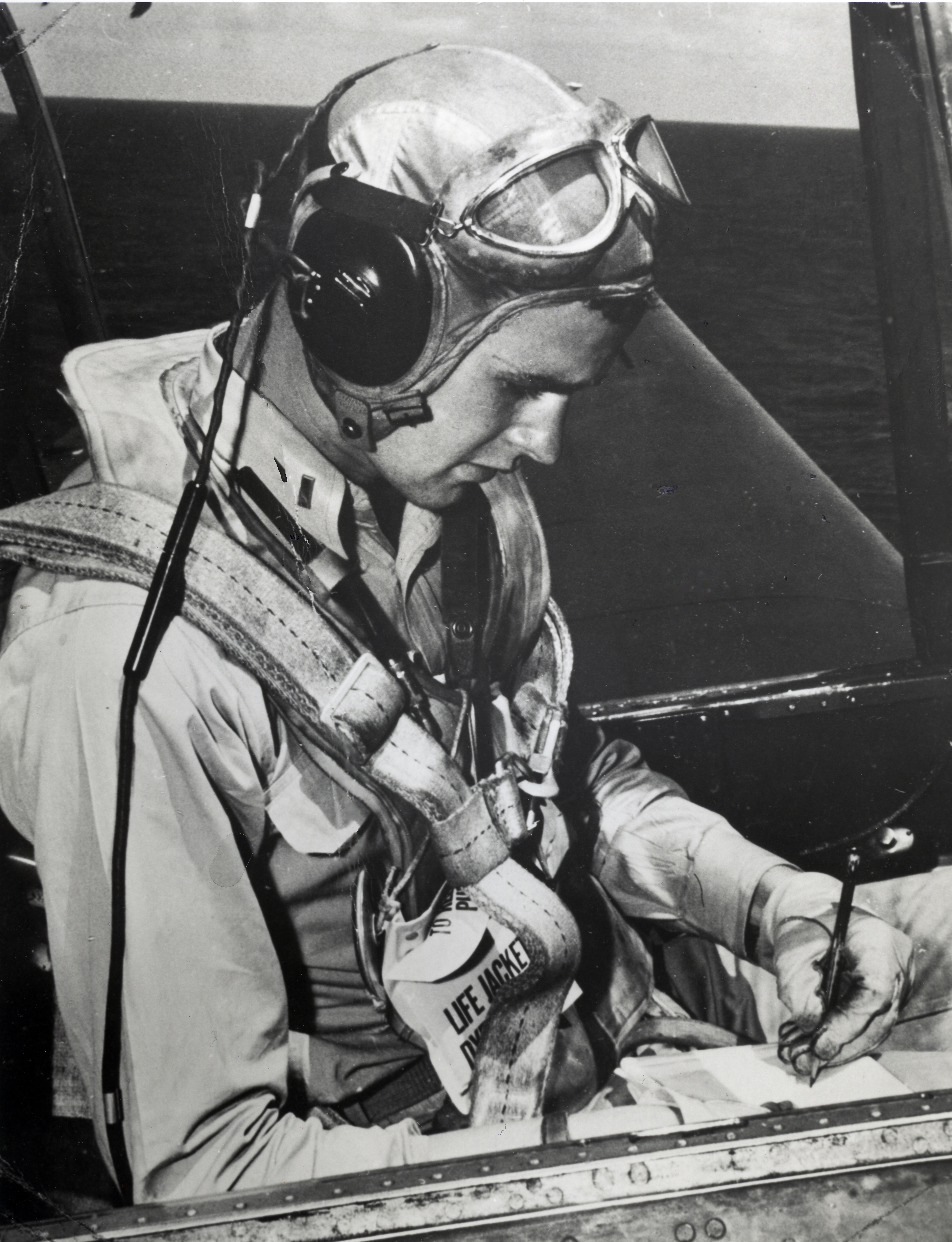
Джордж Буш в літаку TBF «Евенджер» з «Сан Джасінто», 1944 рік

Атакував японські бази на островах Формоза, Рюкю, Лусон, в Індокитаї та Гонконгу (30.12.1944—22.01.1945), в районі Токіо та Йокогами (11.02 — 02.03.1945).
27 лютого 1945 року легко пошкоджений унаслідок зіткнення.
Брав участь у завданні ударів по Токіо та військово-морській базі Куре (14—19.03.1945), аеродромах на островах  Окінава, Рюкю та Кюсю (23—31.03.1945), першому етапі десантної операції на Окінаві (01—27.4.1945) та потопленні лінкора «Ямато» (07.04.1945).
6 квітня 1945 року «Сан Джасінто» був пошкоджений влучанням камікадзе, який, злетівши з палуби, вибухнув біля борту.
12 травня 1945 року авіаносець прийняв авіагрупу CVGL-49, після чого забезпечував дії десанту на Окінаві (12.05 — 13.06.1945). 5 червня 1945 року, перебуваючи на південь вд Кюсю, корабель зазнав штормових пошкоджень. Наприкінці війни завдавав ударів по Токіо, Кобе, Нагої, Куре, Майдзуру та острову Хоккайдо (10—18 та 24—30.07;  09—15.08.1945).
За час війни винищувачі з «Сан Джасінто» збили 166 японських літаків.

### Післявоєнна служба
1 березня 1947 року «Сан Джасінто» був виведений в резерв. З травня 1959 року перекласифікований в авіатранспорт, при цьому отримав новий номер AVT-5.
1 червня 1970 року виключений зі складу флоту і незабаром проданий на злам.

## Цікаві факти
На авіаносці «Сан Джасінто» під час Другої світової війни служив Джордж Буш, майбутній президент США.